# Gáspár Tibor (építész)
Gáspár Tibor (Székesfehérvár, 1929. május 9. – Budapest, XII. kerület, 2016. március 4.) Ybl Miklós-díjas építész.

## Életútja
Gáspár Tibor 1929. május 9-én született Székesfehérváron Gáspár László és Borsos Julia gyermekeként. Tanulmányait előbb Székesfehérváron kezdte, majd édesapjának a budapesti királyi táblához történt kinevezése, és családjának Budapestre való költözése után fővárosi iskolákban folytatta. Előbb a Berzsenyi Dániel, később a Lónyay utcai református gimnáziumba iratkozott be. Gimnáziumi tanulmányainak befejeztével, 1947-ben a Műegyetem építészeti karára nyújtotta be továbbtanulási kérelmét. Az egyetemet  4 év alatt végezte el, ami kivételnek számított. Utolsó szemeszterében diplomamunkáját a Weichinger professzor által vezetett középület tervezési tanszéken védte meg kitűnő eredménnyel. 
Feleségét, Péter Leilát 1949-50 szilveszterének estéjén ismerte meg, akivel 1952-ben kötött házasságot. Házasságukból három gyerek Péter (1954), Tibor (1956) és Leila (1958) született.
Az egyetem utáni katonai szolgálatából leszerelve a  BUVÁTI-nál (Budapesti Városépítési Tervező Vállalat,) a Városház utcai városháza épületében működő tervező irodánál kapott állást. 
Munkahelyén öt éven belül műteremvezetővé léptették elő. Munkájának további elismeréseként 1963-ban Ybl díjjal tüntették ki. A díj odaítélésének indokául a Múzeum körút 23-25., a Thälmann utcai lakótelep 15. és az Árpád-hídfő 6. számú épületeinek és az iskolák terveinek elkészítését emelték ki. Rá másfél évre, 1964-1965-ben az első „nyugati” (Goldfinger) ösztöndíjas építészek egy csoportjával jutott ki szakmai tapasztalatszerzés céljából Angliába, Londonba, ahol egy évet töltött.
1970-75 között a BUVÁTI műszaki igazgatói posztját töltötte be. Ezután került a Budapesti Városépítési Főosztályához főosztályvezető helyettesi beosztásba.  1980-ban a hivatalából távozó korábbi főépítész helyére ő került kinevezésre. Ezt a tisztséget 1989-ig, a rendszerváltás évéig, egyben 60-ik életéve eléréséig töltötte be. Ekkor kérte nyugdíjaztatását. Főépítészi időszakáról érdemes megemlíteni, hogy ő akadályozta meg Óbuda megmaradt városközpontjára a panelprogram kiterjesztését, és a Duna korzón a vigadótól balra álló „Thonet háznak” az új Duna-parti szállodasor folytatása érdekében kezdeményezett lebontását. 
Egyéb megbízásként 1973 és 1982 között ő töltötte be a Magyar Építőművészek Szövetségének (MÉSZ) Főtitkári posztját.  
Nyugdíjas éveit feleségével Csobánkai házukban, nyaranta Balatonaligán, a család régi felújított nyaralójában élte le.    
2016. március 4-én 86. életévében, Maros utcai lakásukban, felesége ápolása mellett érte a halál.

## Fontosabb munkái
- Múzeum körút 23-25.
- Thälmann utcai lakótelep 15.
- Árpád-hídfő 6. számú épületei
- a Czakó utcai iskola Bp. I. kerület
- Úri utca 41. lakóház (védetté nyilvánítva 2023-ban)
- Fazekas utca 3., Csalogány utca 14–16. (védetté nyilvánítva 2023-ban)[4]
- újlipótvárosi lakótelep